# Campeonato Brasileño de Fútbol Serie D 2024
El Campeonato Brasileño de Serie D 2024 fue la decimosexta edición del campeonato de cuarta categoría del fútbol brasileño. Contó con la participación de 64 equipos, los cuales clasificaron por sus respectivos torneos estatales o por campeonatos organizados por cada una de las federaciones.

## Sistema de juego
Contó con la participación de 64 equipos, quienes comenzaron su participación desde la fase de grupos, la cual se dividió en ocho grupos, siendo agrupados por cercanía geográfica con ocho equipos cada uno, con partidos de ida y vuelta. Los cuatro primeros de cada grupo se clasificaron para la segunda fase, totalizando 32 equipos. Estos se enfrentaron en llaves eliminatorias hasta la definición del campeón y ascenso a la Serie C 2025: segunda fase, octavos de final, cuartos de final, semifinales y final. Los cuatro equipos que ascendieron fueron aquellos que llegaron a las semifinales.

### Distribución de cupos
Los 64 cupos disponibles se distribuyen según determinados criterios:
- 4 cupos para equipos descendidos de la Serie C 2023.
- 4 cupos para equipos del Estado de São Paulo, 1.º puesto en el Ranking Nacional de Federaciones 2024.
- 3 cupos para equipos de los estados ubicados del 2.º al 9.º en el Ranking Nacional de Federaciones 2024.
- 2 cupos para equipos de los estados ubicados del 10.º al 23.º en el Ranking Nacional de Federaciones 2024.
- 1 cupo para equipos de los estados ubicados del 24.º al 27.º en el Ranking Nacional de Federaciones 2024.

Ranking Nacional de Federaciones 2024
| Pos. | Estado                      | Coef.  | Cupos |
| ---- | --------------------------- | ------ | ----- |
| 1    | São Paulo                   | 91.397 | 4     |
| 2    | Río de Janeiro              | 52.969 | 3     |
| 3    | Minas Gerais                | 41.799 | 3     |
| 4    | Río Grande del Sur          | 41.190 | 3     |
| 5    | Paraná                      | 34.154 | 3     |
| 6    | Ceará                       | 27.956 | 3     |
| 7    | Goiás                       | 25.501 | 3     |
| 8    | Santa Catarina              | 24.431 | 3     |
| 9    | Bahía                       | 20.427 | 3     |
| 10   | Pernambuco                  | 13.898 | 2     |
| 11   | Alagoas                     | 11.743 | 2     |
| 12   | Mato Grosso                 | 10.932 | 2     |
| 13   | Pará                        | 9.437  | 2     |
| 14   | Maranhão                    | 7.389  | 2     |
| 15   | Río Grande del Norte        | 6.663  | 2     |
| 16   | Paraíba                     | 5.631  | 2     |
| 17   | Amazonas                    | 5.279  | 2     |
| 18   | Sergipe                     | 4.716  | 2     |
| 19   | Piauí                       | 4.270  | 2     |
| 20   | Distrito Federal            | 3.365  | 2     |
| 21   | Espírito Santo              | 2.566  | 2     |
| 22   | Acre                        | 2.502  | 2     |
| 23   | Tocantins                   | 1.953  | 2     |
| 24   | Roraima                     | 1.761  | 1     |
| 25   | Mato Grosso del Sur         | 1.401  | 1     |
| 26   | Rondonia                    | 1.293  | 1     |
| 27   | Amapá                       | 1.211  | 1     |
| –    | Descendidos de Serie C 2023 | —      | 4     |

## Participantes
| Estado                                   | Equipo                                                   | Clasificación |
| ---------------------------------------- | -------------------------------------------------------- | --- |
| Acre 2 cupos                             | Río Branco Humaitá                                       | Campeón del Campeonato Acreano 2023 Subcampeón del Campeonato Acreano 2023                                                                                                |
| Alagoas 2 cupos                          | ASA Arapiraca CSE                                        | Subcampeón del Campeonato Alagoano 2023 Campeón de la Copa Alagoas 2023                                                                                                   |
| Amapá 1 cupo                             | Trem                                                     | Campeón del Campeonato Amapaense 2023 |
| Amazonas 2 cupos + adicional             | Manaus Manauara Princesa do Solimões                     | 17.º puesto de la Serie C 2023 Subcampeón del Campeonato Amazonense 2023 Mejor ubicado del Campeonato Amazonense 2023                                                     |
| Bahía 3 cupos                            | Jacuipense Itabuna Juazeirense                           | Subcampeón del Campeonato Baiano 2023 Mejor ubicado del Campeonato Baiano 2023 Segundo mejor ubicado del Campeonato Baiano 2023                                           |
| Ceará 3 cupos                            | Iguatu Maracanã Atlético Cearense                        | Mejor ubicado del Campeonato Cearense 2023 Segundo mejor ubicado del Campeonato Cearense 2023 Tercer mejor ubicado del Campeonato Cearense 2023                           |
| Distrito Federal 2 cupos                 | Real Brasilia Brasiliense                                | Campeón del Campeonato Brasiliense 2023 Subcampeón del Campeonato Brasiliense 2023                                                                                        |
| Espírito Santo 2 cupos                   | Real Noroeste Serra                                      | Campeón del Campeonato Capixaba 2023 Campeón de la Copa Espírito Santo 2023                                                                                               |
| Goiás 3 cupos                            | Anápolis CRAC Catalão Iporá                              | Mejor ubicado del Campeonato Goiano 2023 Segundo mejor ubicado del Campeonato Goiano 2023 Tercer mejor ubicado del Campeonato Goiano 2023                                 |
| Maranhão 2 cupos                         | Maranhão Moto Club                                       | Campeón del Campeonato Maranhense 2023 Subcampeón del Campeonato Maranhense 2023                                                                                          |
| Mato Grosso 2 cupos                      | União Rondonópolis Mixto                                 | Subcampeón del Campeonato Matogrossense 2023 Campeón de la Copa FMF 2023                                                                                                  |
| Mato Grosso del Sur 1 cupo               | Costa Rica                                               | Campeón del Campeonato Sul-Matogrossense 2023 |
| Minas Gerais 3 cupos + adicional         | Pouso Alegre Ipatinga Patrocinense Democrata SL          | 20.º puesto de la Serie C 2023 9.º puesto del Campeonato Mineiro 2023 10.º puesto del Campeonato Mineiro 2023 12.º puesto del Campeonato Mineiro 2023                     |
| Pará 2 cupos                             | Águia de Marabá Cametá                                   | Campeón del Campeonato Paraense 2023 Segundo mejor ubicado del Campeonato Paraense 2023                                                                                   |
| Paraíba 2 cupos                          | Treze Sousa                                              | Campeón del Campeonato Paraibano 2023 Subcampeón del Campeonato Paraibano 2023                                                                                            |
| Paraná 3 cupos                           | FC Cascavel Maringá Cianorte                             | Subcampeón del Campeonato Paranaense 2023 Mejor ubicado del Campeonato Paranaense 2023 Segundo mejor ubicado del Campeonato Paranaense 2023                               |
| Pernambuco 2 cupos                       | Retrô Petrolina                                          | Subcampeón del Campeonato Pernambucano 2023 Mejor ubicado del Campeonato Pernambucano 2023                                                                                |
| Piauí 2 cupos + adicional                | Altos Ríver Fluminense-PI                                | 19.º puesto de la Serie C 2023 Campeón del Campeonato Piauiense 2023 Subcampeón del Campeonato Piauiense 2023                                                             |
| Río de Janeiro 3 cupos                   | Audax Rio Nova Iguaçu Portuguesa-RJ                      | Mejor ubicado del Campeonato Carioca 2023 Segundo mejor ubicado del Campeonato Carioca 2023 Campeón de la Copa Río                                                        |
| Río Grande del Norte 2 cupos + adicional | América de Natal Potiguar de Mossoró Santa Cruz de Natal | 18.º puesto de la Serie C 2023 Mejor ubicado del Campeonato Potiguar 2023 Segundo mejor ubicado del Campeonato Potiguar 2023                                              |
| Río Grande del Sur 3 cupos               | Brasil de Pelotas Novo Hamburgo Avenida                  | Mejor ubicado del Campeonato Gaúcho 2023 Segundo mejor ubicado del Campeonato Gaúcho 2023 Tercer mejor ubicado del Campeonato Gaúcho 2023                                 |
| Rondonia 1 cupo                          | Porto Velho                                              | Campeón del Campeonato Rondoniense 2023 |
| Roraima 1 cupo                           | São Raimundo-RR                                          | Campeón del Campeonato Roraimense 2023 |
| São Paulo 4 cupos                        | Água Santa Santo André Inter de Limeira São José         | Subcampeón del Campeonato Paulista 2023 Mejor ubicado del Campeonato Paulista 2023 Segundo mejor ubicado del Campeonato Paulista 2023 Subcampeón de la Copa Paulista 2023 |
| Santa Catarina 3 cupos                   | Hercílio Luz Barra Concórdia                             | Tercer puesto del Campeonato Catarinense 2023 Mejor ubicado del Campeonato Catarinense 2023 Segundo mejor ubicado del Campeonato Catarinense 2023                         |
| Sergipe 2 cupos                          | Itabaiana Sergipe                                        | Campeón del Campeonato Sergipano 2023 Mejor ubicado del Campeonato Sergipano 2023                                                                                         |
| Tocantins 2 cupos                        | Tocantinópolis Capital                                   | Campeón del Campeonato Tocantinense 2023 Subcampeón del Campeonato Tocantinense 2023                                                                                      |

## Fase 1

### Grupo A1
| Pos. | Equipo               | Pts. | PJ | G  | E | P  | GF | GC | Dif. | Clasificación                |     | MNR | PRV | PSO | MAN | TRE | SRA | RBR | HUM |
| ---- | -------------------- | ---- | -- | -- | - | -- | -- | -- | ---- | ---------------------------- | --- | --- | --- | --- | --- | --- | --- | --- | --- |
| 1    | Manauara             | 34   | 14 | 10 | 4 | 0  | 35 | 7  | +28  | Clasificación a Segunda fase |     |     | 3–1 | 3–1 | 0–0 | 4–1 | 4–0 | 3–1 | 4–0 |
| 2    | Porto Velho          | 28   | 14 | 9  | 1 | 4  | 29 | 15 | +14  | Clasificación a Segunda fase |     | 1–1 |     | 6–1 | 2–0 | 2–1 | 5–1 | 2–0 | 3–0 |
| 3    | Princesa do Solimões | 25   | 14 | 7  | 4 | 3  | 23 | 16 | +7   | Clasificación a Segunda fase |     | 0–0 | 0–1 |     | 3–3 | 4–1 | 2–0 | 2–0 | 3–1 |
| 4    | Manaus               | 24   | 14 | 7  | 3 | 4  | 21 | 18 | +3   | Clasificación a Segunda fase |     | 0–4 | 2–1 | 0–2 |     | 0–0 | 2–0 | 2–0 | 1–0 |
| 5    | Trem                 | 18   | 14 | 5  | 3 | 6  | 18 | 22 | −4   |                              |     | 1–1 | 0–2 | 0–0 | 0–0 |     | 1–2 | 3–1 | 2–1 |
| 6    | São Raimundo-RR      | 16   | 14 | 5  | 1 | 8  | 16 | 24 | −8   |                              | 0–1 | 4–1 | 0–2 | 1–2 | 1–2 |     | 3–1 | 1–0 |     |
| 7    | Río Branco           | 12   | 14 | 3  | 3 | 8  | 14 | 25 | −11  |                              | 1–2 | 2–1 | 0–0 | 2–1 | 1–2 | 1–1 |     | 2–2 |     |
| 8    | Humaitá              | 1    | 14 | 0  | 1 | 13 | 7  | 36 | −29  |                              | 0–5 | 0–1 | 0–3 | 2–5 | 0–3 | 0–1 | 1–2 |     |     |

 Fuente: CBF
Criterios de clasificación: 1) Puntos; 2) Partidos ganados; 3) Diferencia de gol; 4) Goles a favor; 5) Enfrentamientos directos (solo entre 2 equipos); 6) Menor cantidad de tarjetas rojas; 7) Menor cantidad de tarjetas amarillas; 8) Sorteo.

### Grupo A2
| Pos. | Equipo          | Pts. | PJ | G | E | P | GF | GC | Dif. | Clasificación                |     | MRN | ALT | RIV | TOC | CAM | FPI | MOT | AGM |
| ---- | --------------- | ---- | -- | - | - | - | -- | -- | ---- | ---------------------------- | --- | --- | --- | --- | --- | --- | --- | --- | --- |
| 1    | Maranhão        | 27   | 14 | 8 | 3 | 3 | 22 | 9  | +13  | Clasificación a Segunda fase |     |     | 0–2 | 1–0 | 0–1 | 1–0 | 2–1 | 5–1 | 4–0 |
| 2    | Altos           | 24   | 14 | 7 | 3 | 4 | 22 | 16 | +6   | Clasificación a Segunda fase |     | 1–1 |     | 1–2 | 2–1 | 1–0 | 3–0 | 1–2 | 2–0 |
| 3    | Ríver           | 19   | 14 | 5 | 4 | 5 | 20 | 16 | +4   | Clasificación a Segunda fase |     | 0–1 | 1–1 |     | 5–0 | 1–0 | 2–2 | 1–3 | 2–1 |
| 4    | Tocantinópolis  | 19   | 14 | 5 | 4 | 5 | 15 | 19 | −4   | Clasificación a Segunda fase |     | 1–1 | 3–1 | 0–3 |     | 1–0 | 1–1 | 2–2 | 3–0 |
| 5    | Cametá          | 16   | 14 | 4 | 4 | 6 | 17 | 17 | 0    |                              |     | 0–2 | 0–1 | 3–2 | 0–1 |     | 1–0 | 4–1 | 1–1 |
| 6    | Fluminense-PI   | 15   | 14 | 3 | 6 | 5 | 14 | 19 | −5   |                              | 1–2 | 1–0 | 2–0 | 1–0 | 2–2 |     | 2–2 | 1–2 |     |
| 7    | Moto Club       | 15   | 14 | 3 | 6 | 5 | 17 | 24 | −7   |                              | 2–1 | 2–1 | 1–1 | 2–2 | 1–1 | 0–0 |     | 1–1 |     |
| 8    | Águia de Marabá | 14   | 14 | 2 | 8 | 4 | 12 | 19 | −7   |                              | 0–0 | 3–3 | 1–2 | 0–0 | 1–1 | 1–1 | 2–0 |     |     |

 Fuente: CBF
Criterios de clasificación: 1) Puntos; 2) Partidos ganados; 3) Diferencia de gol; 4) Goles a favor; 5) Enfrentamientos directos (solo entre 2 equipos); 6) Menor cantidad de tarjetas rojas; 7) Menor cantidad de tarjetas amarillas; 8) Sorteo.

### Grupo A3
| Pos. | Equipo              | Pts. | PJ | G | E | P | GF | GC | Dif. | Clasificación                |     | TRE | IGU | AMN | ATC | SOU | SCN | MAR | POT |
| ---- | ------------------- | ---- | -- | - | - | - | -- | -- | ---- | ---------------------------- | --- | --- | --- | --- | --- | --- | --- | --- | --- |
| 1    | Treze               | 31   | 14 | 9 | 4 | 1 | 28 | 9  | +19  | Clasificación a Segunda fase |     |     | 3–0 | 1–1 | 1–1 | 2–0 | 2–0 | 2–0 | 2–0 |
| 2    | Iguatu              | 27   | 14 | 8 | 3 | 3 | 14 | 8  | +6   | Clasificación a Segunda fase |     | 1–0 |     | 1–0 | 1–0 | 1–0 | 2–0 | 2–0 | 2–0 |
| 3    | América de Natal    | 26   | 14 | 7 | 5 | 2 | 18 | 9  | +9   | Clasificación a Segunda fase |     | 1–1 | 1–0 |     | 3–0 | 1–0 | 2–0 | 2–1 | 2–0 |
| 4    | Atlético Cearense   | 18   | 14 | 5 | 3 | 6 | 14 | 16 | −2   | Clasificación a Segunda fase |     | 0–2 | 0–1 | 1–2 |     | 2–0 | 2–0 | 1–0 | 1–2 |
| 5    | Sousa               | 18   | 14 | 5 | 3 | 6 | 12 | 14 | −2   |                              |     | 1–1 | 0–0 | 0–0 | 2–3 |     | 3–0 | 3–2 | 1–0 |
| 6    | Santa Cruz de Natal | 16   | 14 | 5 | 1 | 8 | 17 | 25 | −8   |                              | 3–4 | 2–1 | 3–2 | 1–2 | 2–0 |     | 1–0 | 2–2 |     |
| 7    | Maracanã            | 12   | 14 | 3 | 3 | 8 | 13 | 21 | −8   |                              | 0–4 | 2–2 | 1–1 | 0–0 | 0–1 | 2–1 |     | 2–0 |     |
| 8    | Potiguar de Mossoró | 7    | 14 | 1 | 4 | 9 | 7  | 21 | −14  |                              | 0–3 | 0–0 | 0–0 | 1–1 | 0–1 | 1–2 | 1–2 |     |     |

 Fuente: CBF
Criterios de clasificación: 1) Puntos; 2) Partidos ganados; 3) Diferencia de gol; 4) Goles a favor; 5) Enfrentamientos directos (solo entre 2 equipos); 6) Menor cantidad de tarjetas rojas; 7) Menor cantidad de tarjetas amarillas; 8) Sorteo.

### Grupo A4
| Pos. | Equipo        | Pts. | PJ | G | E | P | GF | GC | Dif. | Clasificación                |     | ITA | RET | JAC | ASA | CSE | JUA | PET | SER |
| ---- | ------------- | ---- | -- | - | - | - | -- | -- | ---- | ---------------------------- | --- | --- | --- | --- | --- | --- | --- | --- | --- |
| 1    | Itabaiana     | 26   | 14 | 8 | 2 | 4 | 21 | 11 | +10  | Clasificación a Segunda fase |     |     | 2–1 | 2–0 | 3–0 | 3–1 | 1–2 | 2–0 | 0–0 |
| 2    | Retrô         | 24   | 14 | 7 | 3 | 4 | 20 | 12 | +8   | Clasificación a Segunda fase |     | 1–2 |     | 3–1 | 0–0 | 2–1 | 1–0 | 1–0 | 5–0 |
| 3    | Jacuipense    | 23   | 14 | 7 | 2 | 5 | 15 | 13 | +2   | Clasificación a Segunda fase |     | 1–0 | 1–0 |     | 1–0 | 3–1 | 2–1 | 3–0 | 1–1 |
| 4    | ASA Arapiraca | 22   | 14 | 6 | 4 | 4 | 15 | 12 | +3   | Clasificación a Segunda fase |     | 0–2 | 0–0 | 1–0 |     | 1–2 | 2–0 | 1–0 | 2–0 |
| 5    | CSE           | 21   | 14 | 6 | 3 | 5 | 18 | 17 | +1   |                              |     | 2–1 | 0–0 | 1–2 | 1–1 |     | 1–2 | 2–0 | 3–2 |
| 6    | Juazeirense   | 21   | 14 | 6 | 3 | 5 | 13 | 13 | 0    |                              | 1–1 | 1–2 | 2–1 | 1–1 | 0–2 |     | 2–0 | 1–0 |     |
| 7    | Petrolina     | 10   | 14 | 2 | 4 | 8 | 6  | 19 | −13  |                              | 0–2 | 3–1 | 0–0 | 0–3 | 1–1 | 0–0 |     | 1–1 |     |
| 8    | Sergipe       | 9    | 14 | 2 | 3 | 9 | 11 | 22 | −11  |                              | 2–0 | 1–3 | 0–1 | 2–3 | 2–0 | 0–1 | 0–1 |     |     |

 Fuente: CBF
Criterios de clasificación: 1) Puntos; 2) Partidos ganados; 3) Diferencia de gol; 4) Goles a favor; 5) Enfrentamientos directos (solo entre 2 equipos); 6) Menor cantidad de tarjetas rojas; 7) Menor cantidad de tarjetas amarillas; 8) Sorteo.

### Grupo A5
| Pos. | Equipo             | Pts. | PJ | G  | E | P  | GF | GC | Dif. | Clasificación                |     | BRS | ANA | MIX | CRA | IPO | UNI | CAP | REA |
| ---- | ------------------ | ---- | -- | -- | - | -- | -- | -- | ---- | ---------------------------- | --- | --- | --- | --- | --- | --- | --- | --- | --- |
| 1    | Brasiliense        | 32   | 14 | 10 | 2 | 2  | 27 | 10 | +17  | Clasificación a Segunda fase |     |     | 1–0 | 1–1 | 2–0 | 1–0 | 2–1 | 4–0 | 3–1 |
| 2    | Anápolis           | 25   | 14 | 7  | 4 | 3  | 18 | 10 | +8   | Clasificación a Segunda fase |     | 0–2 |     | 1–1 | 0–0 | 4–0 | 1–0 | 3–1 | 1–0 |
| 3    | Mixto              | 22   | 14 | 5  | 7 | 2  | 18 | 13 | +5   | Clasificación a Segunda fase |     | 2–1 | 1–1 |     | 1–1 | 1–0 | 1–1 | 3–0 | 2–1 |
| 4    | CRAC Catalão       | 22   | 14 | 5  | 7 | 2  | 13 | 8  | +5   | Clasificación a Segunda fase |     | 1–0 | 1–2 | 0–0 |     | 2–0 | 1–0 | 4–1 | 0–0 |
| 5    | Iporá              | 17   | 14 | 5  | 2 | 7  | 16 | 21 | −5   |                              |     | 1–3 | 0–2 | 2–1 | 1–1 |     | 2–2 | 2–1 | 3–0 |
| 6    | União Rondonópolis | 15   | 14 | 3  | 6 | 5  | 12 | 15 | −3   |                              | 1–1 | 1–0 | 1–2 | 0–0 | 3–0 |     | 0–0 | 1–0 |     |
| 7    | Capital            | 10   | 14 | 3  | 1 | 10 | 10 | 27 | −17  |                              | 1–4 | 1–2 | 1–0 | 0–1 | 0–3 | 2–0 |     | 2–0 |     |
| 8    | Real Brasilia      | 9    | 14 | 2  | 3 | 9  | 10 | 20 | −10  |                              | 1–2 | 0–1 | 2–2 | 1–1 | 0–2 | 3–0 | 1–0 |     |     |

 Fuente: CBF
Criterios de clasificación: 1) Puntos; 2) Partidos ganados; 3) Diferencia de gol; 4) Goles a favor; 5) Enfrentamientos directos (solo entre 2 equipos); 6) Menor cantidad de tarjetas rojas; 7) Menor cantidad de tarjetas amarillas; 8) Sorteo.

### Grupo A6
| Pos. | Equipo        | Pts. | PJ | G | E | P | GF | GC | Dif. | Clasificación                |     | NOV | POR | ITA | REN | SRR | IPA | DEM | AUD |
| ---- | ------------- | ---- | -- | - | - | - | -- | -- | ---- | ---------------------------- | --- | --- | --- | --- | --- | --- | --- | --- | --- |
| 1    | Nova Iguaçu   | 31   | 14 | 9 | 4 | 1 | 19 | 5  | +14  | Clasificación a Segunda fase |     |     | 1–0 | 1–0 | 1–0 | 4–0 | 1–1 | 3–0 | 2–0 |
| 2    | Portuguesa-RJ | 25   | 14 | 6 | 7 | 1 | 18 | 6  | +12  | Clasificación a Segunda fase |     | 1–0 |     | 1–1 | 3–0 | 1–1 | 0–0 | 3–0 | 3–0 |
| 3    | Itabuna       | 24   | 14 | 6 | 6 | 2 | 16 | 9  | +7   | Clasificación a Segunda fase |     | 0–0 | 0–0 |     | 0–0 | 3–1 | 0–0 | 1–1 | 1–0 |
| 4    | Real Noroeste | 20   | 14 | 5 | 5 | 4 | 16 | 15 | +1   | Clasificación a Segunda fase |     | 0–1 | 1–1 | 3–2 |     | 0–0 | 2–0 | 2–0 | 3–1 |
| 5    | Serra         | 19   | 14 | 5 | 4 | 5 | 16 | 18 | −2   |                              |     | 1–2 | 1–2 | 0–2 | 2–2 |     | 1–0 | 1–0 | 1–0 |
| 6    | Ipatinga      | 11   | 14 | 2 | 5 | 7 | 8  | 18 | −10  |                              | 1–1 | 0–2 | 2–3 | 2–0 | 0–4 |     | 2–0 | 0–3 |     |
| 7    | Democrata SL  | 10   | 14 | 2 | 4 | 8 | 8  | 21 | −13  |                              | 1–1 | 0–0 | 0–2 | 1–1 | 1–2 | 1–0 |     | 2–3 |     |
| 8    | Audax Rio     | 9    | 14 | 2 | 3 | 9 | 10 | 19 | −9   |                              | 0–1 | 1–1 | 0–1 | 1–2 | 1–1 | 0–0 | 0–1 |     |     |

 Fuente: CBF
Criterios de clasificación: 1) Puntos; 2) Partidos ganados; 3) Diferencia de gol; 4) Goles a favor; 5) Enfrentamientos directos (solo entre 2 equipos); 6) Menor cantidad de tarjetas rojas; 7) Menor cantidad de tarjetas amarillas; 8) Sorteo.

### Grupo A7
| Pos. | Equipo           | Pts. | PJ | G  | E | P  | GF | GC | Dif. | Clasificación                |     | MAR | INT | AGU | CRI | SAN | POU | SJO | PAT |
| ---- | ---------------- | ---- | -- | -- | - | -- | -- | -- | ---- | ---------------------------- | --- | --- | --- | --- | --- | --- | --- | --- | --- |
| 1    | Maringá          | 32   | 14 | 10 | 2 | 2  | 25 | 10 | +15  | Clasificación a Segunda fase |     |     | 1–0 | 2–0 | 2–0 | 2–1 | 1–0 | 3–0 | 4–0 |
| 2    | Inter de Limeira | 24   | 14 | 7  | 3 | 4  | 16 | 7  | +9   | Clasificación a Segunda fase |     | 2–2 |     | 1–0 | 1–0 | 3–0 | 1–0 | 1–2 | 3–0 |
| 3    | Água Santa       | 22   | 14 | 6  | 4 | 4  | 12 | 10 | +2   | Clasificación a Segunda fase |     | 2–1 | 1–0 |     | 0–2 | 2–0 | 1–0 | 1–1 | 1–0 |
| 4    | Costa Rica       | 21   | 14 | 6  | 3 | 5  | 16 | 17 | −1   | Clasificación a Segunda fase |     | 3–2 | 0–3 | 2–1 |     | 2–5 | 1–0 | 0–0 | 3–0 |
| 5    | Santo André      | 20   | 14 | 5  | 5 | 4  | 15 | 13 | +2   |                              |     | 0–1 | 1–0 | 1–1 | 1–0 |     | 0–0 | 4–1 | 0–0 |
| 6    | Pouso Alegre     | 14   | 14 | 3  | 5 | 6  | 11 | 9  | +2   |                              | 0–1 | 0–0 | 0–0 | 0–1 | 1–1 |     | 3–0 | 4–1 |     |
| 7    | São José         | 14   | 14 | 2  | 8 | 4  | 13 | 16 | −3   |                              | 1–1 | 0–0 | 0–0 | 0–0 | 0–0 | 1–1 |     | 6–0 |     |
| 8    | Patrocinense     | 5    | 14 | 1  | 2 | 11 | 6  | 32 | −26  |                              | 1–2 | 0–1 | 0–2 | 2–2 | 0–1 | 0–2 | 2–1 |     |     |

 Fuente: CBF
Criterios de clasificación: 1) Puntos; 2) Partidos ganados; 3) Diferencia de gol; 4) Goles a favor; 5) Enfrentamientos directos (solo entre 2 equipos); 6) Menor cantidad de tarjetas rojas; 7) Menor cantidad de tarjetas amarillas; 8) Sorteo.

### Grupo A8
| Pos. | Equipo            | Pts. | PJ | G | E | P | GF | GC | Dif. | Clasificación                |     | CIA | BRA | AVE | NVH | HCL | CON | BAR | CAS |
| ---- | ----------------- | ---- | -- | - | - | - | -- | -- | ---- | ---------------------------- | --- | --- | --- | --- | --- | --- | --- | --- | --- |
| 1    | Cianorte          | 22   | 14 | 6 | 4 | 4 | 14 | 12 | +2   | Clasificación a Segunda fase |     |     | 1–0 | 3–1 | 1–2 | 0–0 | 1–1 | 1–1 | 1–1 |
| 2    | Brasil de Pelotas | 21   | 14 | 6 | 3 | 5 | 17 | 14 | +3   | Clasificación a Segunda fase |     | 1–2 |     | 4–0 | 3–1 | 2–2 | 2–1 | 1–0 | 1–0 |
| 3    | Avenida           | 19   | 14 | 5 | 4 | 5 | 14 | 19 | −5   | Clasificación a Segunda fase |     | 1–0 | 2–0 |     | 2–1 | 0–0 | 1–0 | 1–1 | 1–2 |
| 4    | Novo Hamburgo     | 18   | 14 | 4 | 6 | 4 | 14 | 15 | −1   | Clasificación a Segunda fase |     | 0–1 | 1–2 | 1–1 |     | 1–1 | 2–1 | 1–0 | 0–0 |
| 5    | Hercílio Luz      | 18   | 14 | 3 | 9 | 2 | 11 | 10 | +1   |                              |     | 1–0 | 1–1 | 2–1 | 1–2 |     | 1–1 | 0–1 | 0–0 |
| 6    | Concórdia         | 17   | 14 | 4 | 5 | 5 | 13 | 12 | +1   |                              | 2–0 | 2–0 | 1–2 | 1–1 | 1–1 |     | 1–0 | 1–0 |     |
| 7    | Barra             | 16   | 14 | 3 | 7 | 4 | 15 | 12 | +3   |                              | 0–1 | 2–2 | 1–1 | 1–1 | 2–2 | 0–0 |     | 3–0 |     |
| 8    | FC Cascavel       | 15   | 14 | 3 | 6 | 5 | 8  | 12 | −4   |                              | 1–2 | 0–0 | 3–0 | 0–0 | 0–0 | 1–0 | 0–3 |     |     |

 Fuente: CBF
Criterios de clasificación: 1) Puntos; 2) Partidos ganados; 3) Diferencia de gol; 4) Goles a favor; 5) Enfrentamientos directos (solo entre 2 equipos); 6) Menor cantidad de tarjetas rojas; 7) Menor cantidad de tarjetas amarillas; 8) Sorteo.

## Fase 2
| Fechas                    | Local en la ida      | Global         | Local en la vuelta | Ida | Vuelta |
| ------------------------- | -------------------- | -------------- | ------------------ | --- | ------ |
| 27 de julio y 3 de agosto | Tocantinópolis       | 2:5            | Manauara           | 0:0 | 2:5    |
| 27 de julio y 4 de agosto | Princesa do Solimões | 1:1 (4:5 pen.) | Altos              | 1:1 | 0:0    |
| 27 de julio y 4 de agosto | Manaus               | 1:1 (6:5 pen.) | Maranhão           | 1:1 | 0:0    |
| 28 de julio y 3 de agosto | Ríver                | 2:2 (4:5 pen.) | Porto Velho        | 2:2 | 0:0    |
| 28 de julio y 4 de agosto | ASA Arapiraca        | 1:4            | Treze              | 1:1 | 0:3    |
| 27 de julio y 4 de agosto | América de Natal     | 1:1 (6:7 pen.) | Retrô              | 1:1 | 0:0    |
| 28 de julio y 4 de agosto | Atlético Cearense    | 1:3            | Itabaiana          | 1:0 | 0:3    |
| 27 de julio y 3 de agosto | Jacuipense           | 1:2            | Iguatu             | 0:0 | 1:2    |
| 27 de julio y 4 de agosto | Real Noroeste        | 2:4            | Brasiliense        | 0:2 | 2:2    |
| 27 de julio y 3 de agosto | Mixto                | 0:2            | Portuguesa-RJ      | 0:0 | 0:2    |
| 28 de julio y 3 de agosto | CRAC Catalão         | 2:3            | Nova Iguaçu        | 0:1 | 2:2    |
| 28 de julio y 4 de agosto | Itabuna              | 1:3            | Anápolis           | 1:0 | 0:3    |
| 27 de julio y 4 de agosto | Novo Hamburgo        | 2:5            | Maringá            | 2:4 | 0:1    |
| 27 de julio y 4 de agosto | Água Santa           | 1:5            | Brasil de Pelotas  | 1:2 | 0:3    |
| 28 de julio y 4 de agosto | Costa Rica           | 2:5            | Cianorte           | 1:3 | 1:2    |
| 27 de julio y 3 de agosto | Avenida              | 1:1 (7:8 pen.) | Inter de Limeira   | 0:0 | 1:1    |

## Fase 3
| Fechas            | Local en la ida   | Global         | Local en la vuelta | Ida | Vuelta |
| ----------------- | ----------------- | -------------- | ------------------ | --- | ------ |
| 11 y 18 de agosto | Cianorte          | 2:3            | Anápolis           | 1:2 | 1:1    |
| 10 y 17 de agosto | Manaus            | 3:4            | Iguatu             | 2:2 | 1:2    |
| 11 y 17 de agosto | Itabaiana         | 3:3 (4:2 pen.) | Porto Velho        | 2:2 | 1:1    |
| 11 y 18 de agosto | Brasil de Pelotas | 1:9            | Brasiliense        | 1:4 | 0:5    |
| 10 y 17 de agosto | Inter de Limeira  | 1:0            | Nova Iguaçu        | 0:0 | 1:0    |
| 10 y 18 de agosto | Altos             | 2:2 (3:5 pen.) | Treze              | 0:1 | 2:1    |
| 11 y 17 de agosto | Retrô             | 2:2 (4:1 pen.) | Manauara           | 2:0 | 0:2    |
| 10 y 18 de agosto | Portuguesa-RJ     | 2:6            | Maringá            | 1:3 | 1:3    |

## Fase 4

### Clasificación
La tabla general de los clasificados sirve para definir los duelos de cuartos de final. El primer puesto enfrentará al octavo puesto, y así sucesivamente. La tabla contabiliza el acumulado de puntos desde la fase de grupos hasta la tercera fase.
|   | Equipo           | PJ | PG | PE | PP | GF | GC | DG  | Pts |
| - | ---------------- | -- | -- | -- | -- | -- | -- | --- | --- |
| 1 | Maringá          | 18 | 14 | 2  | 2  | 36 | 14 | +22 | 44  |
| 2 | Brasiliense      | 18 | 13 | 3  | 2  | 40 | 13 | +27 | 42  |
| 3 | Treze            | 18 | 11 | 5  | 2  | 34 | 12 | +22 | 38  |
| 4 | Iguatu           | 18 | 10 | 5  | 3  | 20 | 12 | +8  | 35  |
| 5 | Anápolis         | 18 | 9  | 5  | 4  | 24 | 13 | +11 | 32  |
| 6 | Itabaiana        | 18 | 9  | 4  | 5  | 27 | 15 | +12 | 31  |
| 7 | Inter de Limeira | 18 | 8  | 6  | 4  | 18 | 8  | +10 | 30  |
| 8 | Retrô            | 18 | 8  | 5  | 5  | 23 | 15 | +8  | 29  |

### Cuartos de final
| Fechas                         | Local en la ida  | Global         | Local en la vuelta | Ida | Vuelta |
| ------------------------------ | ---------------- | -------------- | ------------------ | --- | ------ |
| 24 de agosto y 1 de septiembre | Inter de Limeira | 1:2            | Maringá            | 0:1 | 1:1    |
| 25 y 31 de agosto              | Anápolis         | 4:4 (5:4 pen.) | Iguatu             | 1:1 | 3:3    |
| 25 de agosto y 1 de septiembre | Retrô            | 1:1 (3:2 pen.) | Brasiliense        | 1:0 | 0:1    |
| 25 de agosto y 1 de septiembre | Itabaiana        | 3:1            | Treze              | 3:1 | 0:0    |

### Semifinales
| Fechas               | Local en la ida | Global         | Local en la vuelta | Ida | Vuelta |
| -------------------- | --------------- | -------------- | ------------------ | --- | ------ |
| 8 y 15 de septiembre | Anápolis        | 1:1 (5:4 pen.) | Maringá            | 1:1 | 0:0    |
| 8 y 15 de septiembre | Retrô           | 1:1 (4:3 pen.) | Itabaiana          | 0:1 | 1:0    |

### Final
| Fechas                | Local en la ida | Global | Local en la vuelta | Ida | Vuelta |
| --------------------- | --------------- | ------ | ------------------ | --- | ------ |
| 22 y 29 de septiembre | Anápolis        | 3:4    | Retrô              | 2:1 | 1:3    |

| Campeón 2024 Serie D             |
| -------------------------------- |
| Bandera del estado de Pernambuco |
| Retrô 1.º Título                 |

### Ascendidos
| Bandera del estado de Pernambuco | Bandera del estado de Goiás | Bandera del estado de Sergipe | Bandera del estado de Paraná |
| Retrô                            | Anápolis                    | Itabaiana                     | Maringá                      |
| Ascenso a Serie C 2025           | Ascenso a Serie C 2025      | Ascenso a Serie C 2025        | Ascenso a Serie C 2025       |